# Le Livre d'or de la science-fiction : Encore des femmes et des merveilles
Le Livre d'or de la science-fiction : Encore des femmes et des merveilles (titre original : More Women of Wonder - 1976) est une anthologie de nouvelles de science-fiction dirigée par Pamela Sargent et publiée en août 1979 en France.
Il s'agit de la traduction en français de l'anthologie More Women of Wonder parue trois ans.

## Publication
L'ouvrage a été publié aux États-Unis en 1976 sous le titre More Women of Wonder.
L'anthologie fait partie de la série francophone Le Livre d'or de la science-fiction, consacrée à de nombreux écrivains célèbres ayant écrit des œuvres de science-fiction.
L'anthologie a été publiée en août 1979 aux éditions Presses Pocket, collection Science-fiction no 5058  (ISBN 2-266-00773-4). L'image de couverture a été réalisée par Marcel Laverdet.
Six des sept nouvelles ont été traduites par Arlette Rosenblum.

## Liste des nouvelles
- Jirel affronte la magie (Jirel Meets Magic) de Catherine Moore, traduction de Arlette Rosenblum
- Le Lac des disparus (The Lake of the Gone Forever) de Leigh Brackett, traduction de Arlette Rosenblum
- La Nouvelle Inquisition (The Second Inquisition) de Joanna Russ, traduction de Arlette Rosenblum
- La Puissance du temps (The Power of Time) de Josephine Saxton, traduction de Arlette Rosenblum
- L'Enterrement (The Funeral) de Kate Wilhelm, traduction de Arlette Rosenblum
- Le Soldat de plomb (Tin Soldier) de Joan D. Vinge, traduction de Arlette Rosenblum
- À la veille de la Révolution (The Day Before The Revolution) de Ursula K. Le Guin, traduction de J.-P. Pugi